# لوك كلينتانك
لوك كلينتانك (بالإنجليزية: Luke Kleintank)‏ هو ممثل أمريكي ولد في 18 مايو 1990. عرف لدوره بشخصية فين أبيرناثي في مسلسل بونزباسم.

## روابط خارجية
- لوك كلينتانك على موقع IMDb (الإنجليزية)
- لوك كلينتانك على موقع روتن توميتوز (الإنجليزية)
- لوك كلينتانك على موقع قاعدة بيانات الفيلم (الإنجليزية)